# Noè
Noè (in ebraico נֹחַ‎?, Noach in arabo نوح‎?, Nūḥ) è un patriarca biblico, descritto come un uomo retto che "camminava con Dio" (Genesi, 6,9) e che Dio decise di mettere in salvo, assieme alla sua famiglia, quando, inviando il diluvio universale, sterminò l'umanità corrotta (Genesi 6, 11-17). Nel racconto biblico (Genesi 6,18 e sgg.) Dio affida a Noè il compito di mettere in salvo le specie animali e quindi, dopo il diluvio, di divenire il capostipite di una rinnovata umanità, stringendo con lui e i suoi discendenti una nuova alleanza.
Noè è il più importante patriarca dopo Adamo: infatti nella Genesi si contano dieci generazioni da Adamo a Noè e dieci da Noè ad Abramo: questa tradizione è senza dubbio dipendente da una tradizione mesopotamica.

## Etimologia del nome

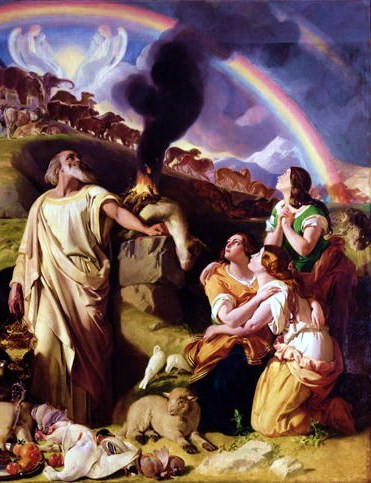
Sacrificio fatto da Noè, dipinto di Daniel Maclise

Noè,  in lingua ebraica Noah, viene accostato da Genesi 5,29 al suo ruolo di "consolatore". Tuttavia è evidente che far derivare il nome Noah dall'ebraico niḥam ("conforto") genera un'etimologia di tipo "popolare" che non possiede alcuna evidenza linguistica. Resta che il nome ebraico Noah marca una discrepanza con i nomi degli "eroi" delle mitologie mesopotamiche da cui questo racconto biblico deriva. Nelle mitologie mesopotamiche il nome del sopravvissuto al Diluvio Universale è in sumerico Ziusudra ("Vita dai giorni prolungati") e in accadico Atraḫasis ("Sommamente Saggio") o anche Utanapištim ("Colui che ha trovato la vita"), il che suggerirebbe la necessità di individuare una letteratura mediatrice che si ponga tra quelle sumerica e accadica e quella ebraica. In tal senso Dwight Young riferisce di una possibile soluzione nella letteratura ḫurrita dove è presente il nome proprio di Na-aḥ-ma-su-le-el con evidenti analogie con il nome ebraico di Noah che risulterebbe quindi una sua contrazione, rendendo possibile, anche se non certo, il collegamento dei nomi.

## Il costruttore dell'arca

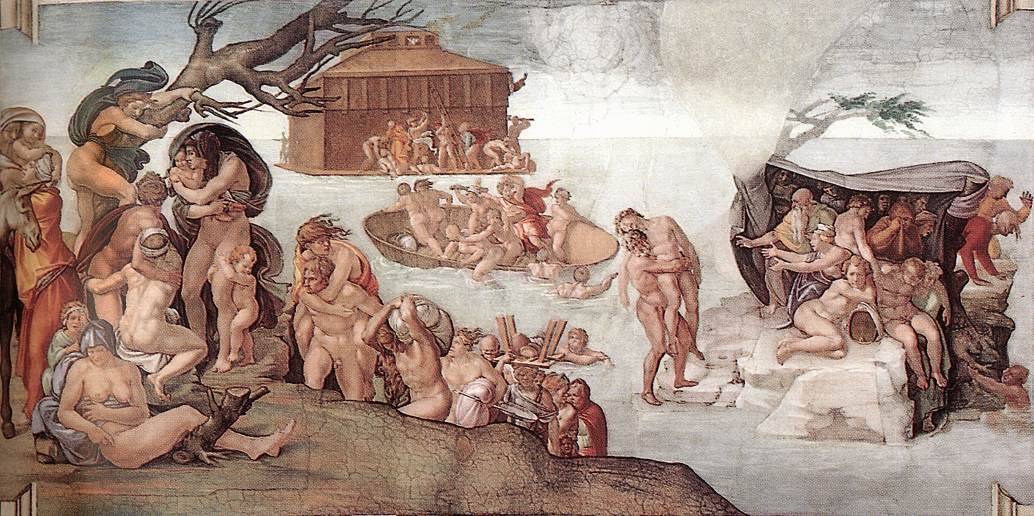
Michelangelo, il Diluvio Universale, dalla volta della Cappella Sistina

Noè compare per la prima volta in Genesi 5,28 come agricoltore e figlio di Lamech e nipote di Matusalemme. Egli è dunque il nono nella linea generazionale dei discendenti di Adamo attraverso Set (la cosiddetta "Grande Genealogia dei Setiti" di Gen 5). La sua storia si sviluppa nei capitoli 6, 7, 8 e 9 della Genesi.
Secondo la narrazione biblica, Dio è intenzionato ad inviare il diluvio universale perché la Terra è piena di violenza degli uomini,6,13 e avverte Noè di preparare un'Arca dove mettere in salvo se stesso e la sua famiglia,6,14 per garantire all'Umanità la propria esistenza sulla Terra. Secondo molti studiosi il racconto biblico sarebbe nato dall'intreccio di due diverse tradizioni (quella «sacerdotale» (P) e quella «iahvista» (J)) e in merito agli animali ospitati nell'arca riporta due differenti versioni: "per P, tutta la creazione è buona (Gen1) e le distinzioni tra puro e impuro saranno date solo al Sinai. Quindi Noè prende due di ogni animale «secondo la sua specie» [...] mentre in J Noè prende sette paia di animali puri e due animali impuri" e questa discordanza può essere spiegata considerando che "per il racconto «sacerdotale» (6,19-20) si trattava solo di assicurare la sopravvivenza della specie, bastava quindi un paio di animali; per il racconto «iahvista» occorrono più coppie di animali puri, poiché alcuni saranno offerti a Dio in sacrificio (cf 8,20-21)".
Il racconto biblico, come evidenziano anche gli studiosi della Bibbia Edizioni Paoline, è "frutto dell'intarsio tra due tradizioni, quella Jahvista [J] molto vivace e quella Sacerdotale [P] più rigorosa, ma anche più fredda. Questo innesto è venato qua e là da incongruenze"; ad esempio, come evidenziano gli esegeti dell'interconfessionale Bibbia TOB, "secondo la narrazione «sacerdotale», il Diluvio durò un anno e dieci giorni (un intero anno secondo la versione greca); secondo quella «iahvista», sarebbe invece durato solo quaranta giorni, preceduto da una settimana e seguito da altre tre"; inoltre, "per P le acque sopra e sotto la terra,  rinchiuse là all'inizio (1,6-10), fecero irruzione sulla terra (7,11), mentre in J le acque del diluvio furono le piogge ininterrotte per 40 giorni e notti (7,12)".
Nel libro di Enoch, canonico per la Chiesa ortodossa etiope, l'annuncio a Noè dell'approssimarsi del diluvio e il consiglio di mettersi in salvo vengono dati a Noè dall'angelo Arseyaleyor.
Secondo Genesi 7,6 Noè aveva seicento anni quando il diluvio si abbatté sulla Terra e morì a 950 anni: quindi era ancora vivo quando nacque Abramo.

## Discendenza di Noè

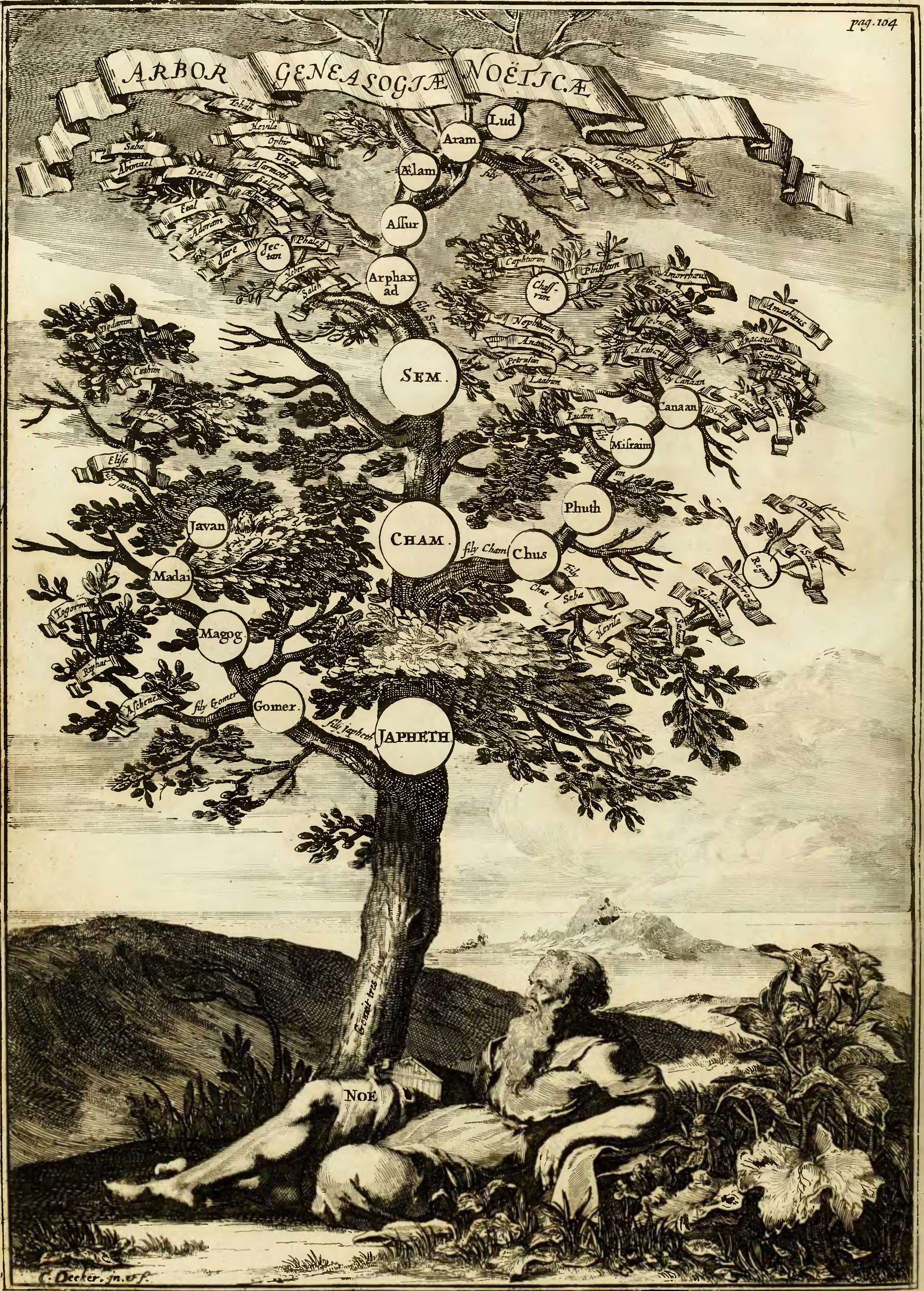
Albero genealogico dei discendenti di Noè, tratto dal libro Turris Babel di P. Athanasius Kircher, 1679

Noè ebbe tre figli: Sem, Cam e Jafet, come Noè anch'essi portati sull'arca unitamente alle mogli per proseguire la stirpe degli uomini. Ciascuno di essi avrebbe dato vita ad una stirpe con più popoli: Sem per i Semiti, Cam per i Camiti e Iafet per gli Iafetiti.

## L'alleanza noachica secondo il Talmud
Stipulata da Dio con Noè un'alleanza di lunga durata, in ebraico B'rith 'Olam (ברית עולם), riportata dal testo biblico, la cosiddetta "alleanza noachica". Ecco i termini di quest'alleanza:
- Gli esseri vegetali sono concessi come cibo all'uomo: "Ecco, io vi do ogni erba che produce seme e che è su tutta la terra e ogni albero in cui è il frutto, che produce seme: saranno il vostro cibo. A tutte le bestie selvatiche, a tutti gli uccelli del cielo e a tutti gli esseri che strisciano sulla terra e nei quali è alito di vita, io do in cibo ogni erba verde" (Gn 1,29-30). Come si legge chiaramente dal testo non è ampliata la concessione già fatta ad Adamo, a cui già erano stati concessi solamente i vegetali.
- è proibito mangiare la carne di esseri viventi contenenti il loro sangue (che era simbolo della vita: divieto di mangiare animali vivi);
- "Chi sparge il sangue dell'uomo, dall'uomo il suo sangue sarà sparso, perché ad immagine di Dio Egli ha fatto l'uomo" (Gen 9,6[11]: fondamento della "legge del taglione".

In cambio, Iddio si impegna a non mandare mai più diluvi.
Quest'alleanza è stipulata con tutta l'umanità e offre all'antico Israele le norme per considerare chi è giusto o empio tra gli individui non-ebrei delle altre 70 Nazioni.
La figura di Noè diventa poi esemplare (quella del giusto salvato dalla distruzione dei malvagi, come Lot) ed è lodata in Isaia 54,9; in Matteo 24,37-38; e nella prima lettera di Pietro 3,20.

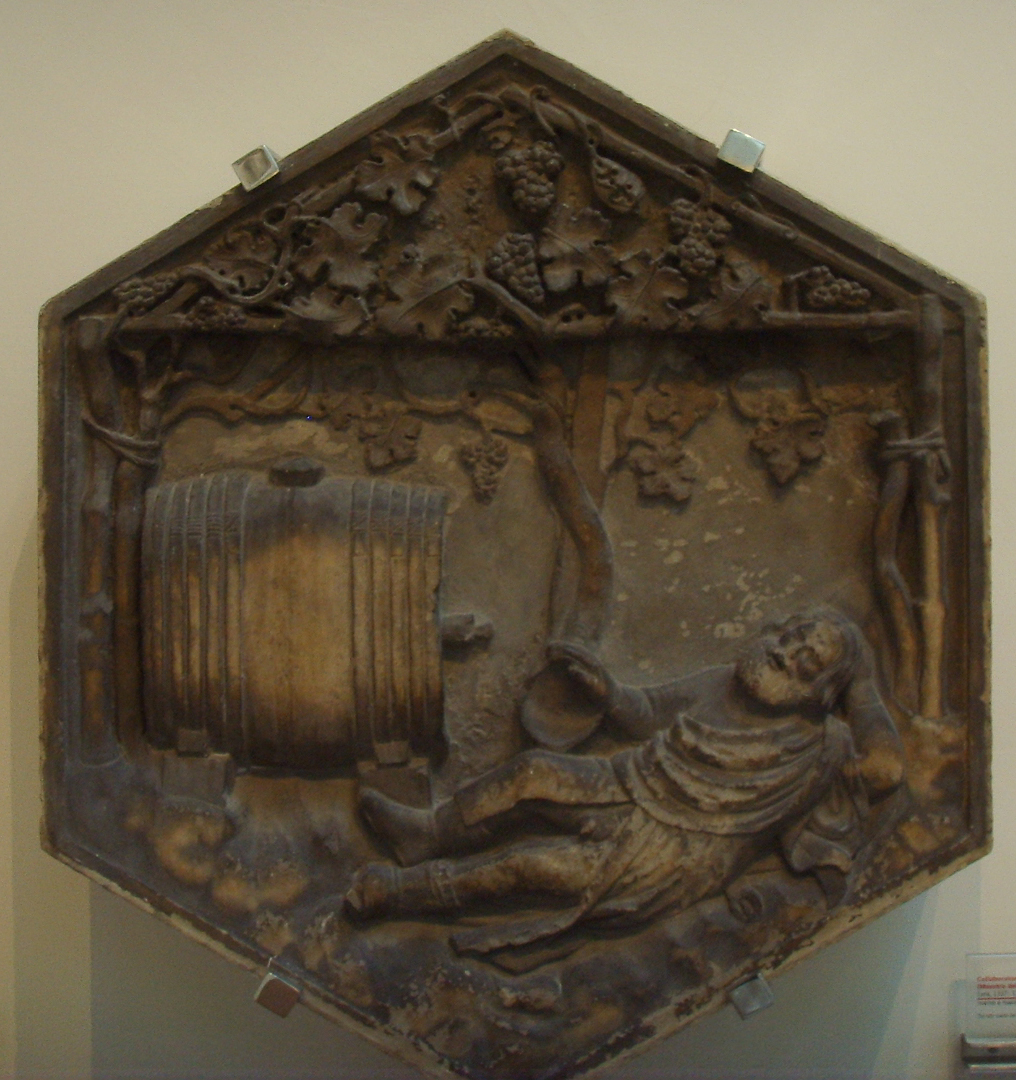
Ebbrezza di Noè, formella del Campanile di Giotto, collaboratore di Andrea Pisano (Maestro di Noè), 1334-1336, Firenze

## Campagna Noachica

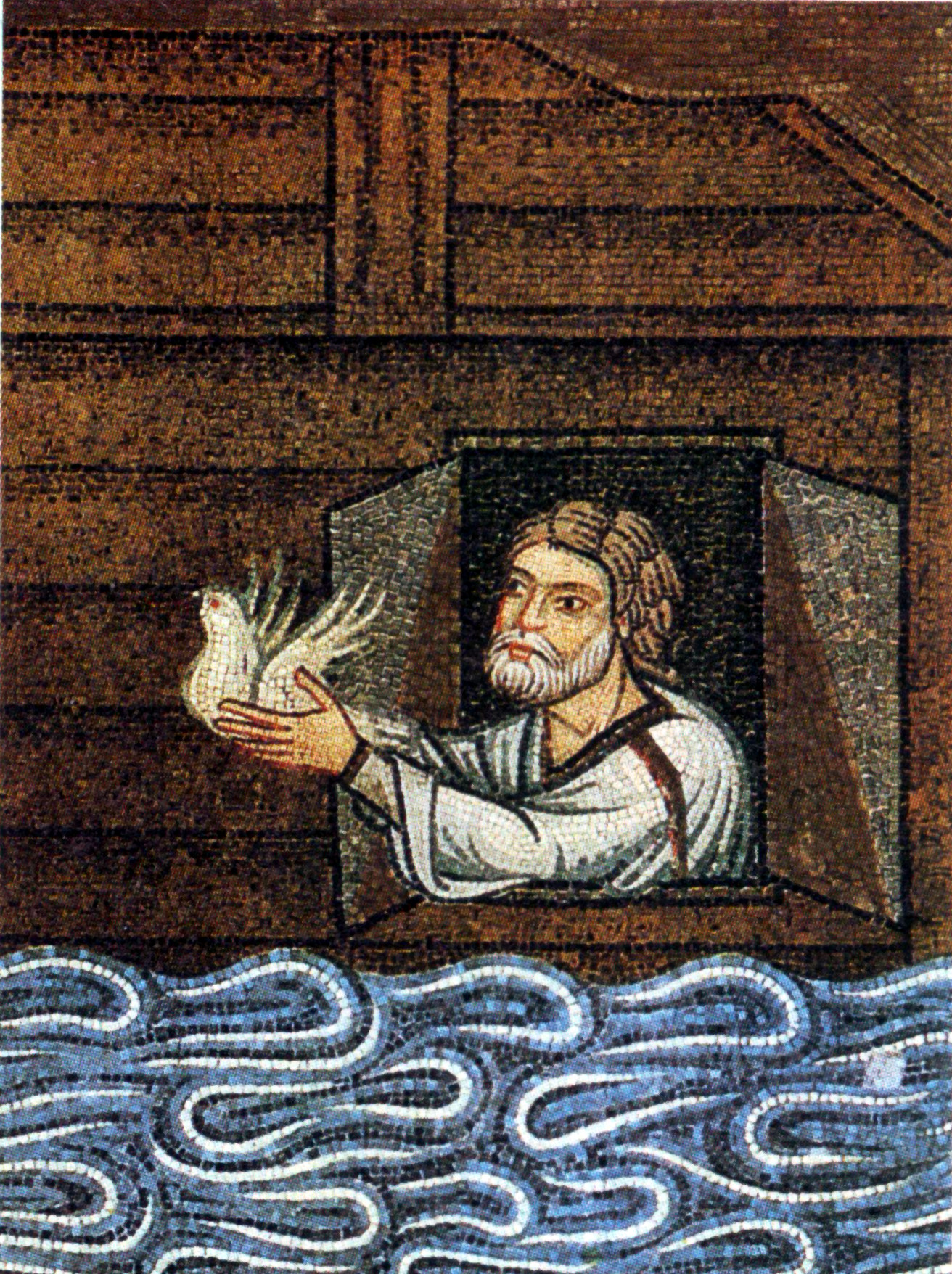
Noè che manda una colomba

Nei tempi moderni i precetti noachici vengono considerati in diverse maniere, con varie scuole di pensiero. Secondo alcuni i precetti offrono al genere umano una serie di valori assoluti ed una struttura di giustizia basilare mentre le leggi attualmente applicate dalle varie nazioni sono valide presuntivamente.
Dopo che il defunto Rebbe di Chabad-Lubavitch, Rabbi Menachem Mendel Schneerson, ebbe ad iniziare la sua Campagna Noachica, negli anni '80 del ventesimo secolo, il numero di gentili che desiderano osservare i Sette Precetti di Noè, come descritti nella Torah, è aumentato considerevolmente e continua ad aumentare. Nel 2005 lo studioso Rabbi Moshe Weiner di Gerusalemme accettò di formulare una codifica completa dei precetti noachici. L'opera è intitolata Sefer Sheva Mitzvot HaShem, pubblicata nel 2008/ 2009. Poiché è approvata da entrambi i Rabbini Capo di Israele, Rabbi Shlomo Moshe Amar e Rabbi Yonah Metzger, come anche da altre autorità halakhiche chassidiche e non-chassidiche, può esser considerata di carattere altamente autorevole e viene citata come uno "Shulchan Aruch" per i non-ebrei di tanti altri Paesi.

## Poemi mesopotamici
Il tema del diluvio universale compare nelle fonti di tutte le antiche civiltà. La versione più antica potrebbe essere quella mesopotamica del poema di Atraḫasis, scritto in un antico linguaggio semitico (l'accadico), anche se alcuni studiosi ritengono leggermente anteriore quella in lingua sumera. 
La tradizione biblica ha in comune con quella mesopotamica i principali aspetti esteriori della narrazione: l'invito divino a costruire una imbarcazione e a porre in salvo anche le specie animali, il diluvio, l'incagliamento sulla cima di un monte dell'Armenia (la regione con i monti più elevati noti ai popoli mesopotamici), l'invio di alcuni uccelli per verifica se le acque si sono ritirate dalla superficie terrestre e, infine, lo sbarco, l'offerta di un sacrificio da parte dell'eroe sopravvissuto e il gradimento divino.
Il cattolico Nuovo Grande Commentario Biblico evidenzia, infatti, l'importante influenza della cultura mesopotamica sui primi undici capitoli della Genesi: "Nella cultura mesopotamica, evidentemente il modello per la maggior parte dei racconti di Gen1-11, degli scribi indagarono sugli inizi attraverso racconti e cosmogonie, non attraverso ragionamenti astratti. La maggior parte delle cosmogonie mesopotamiche ancora esistenti sono brevi, ma ci sono diverse estese composizioni che includono descrizioni delle origini: l'epopea di Gilgamesh, Enuma Elish, e il racconto di Atrahasis".
I testi biblici e mesopotamici, invece, sono totalmente antitetici per tutti gli aspetti narrativi riguardanti le cause del diluvio e tutti gli aspetti ideologici, che nei testi mesopotamici sono primitivi e talvolta ridicoli:
- Il diluvio è causato dal baccano fatto dagli uomini, troppo numerosi. Il baccano disturba il sonno del dio Enlil;
- Gli dei sono in contrasto fra di loro sull'utilità dell'esistenza degli uomini, che sono stati creati solo per sostituirsi ai compiti inizialmente svolti dagli dèi inferiori (gli Igigi), che si erano ribellati. La creazione dell'umanità ha richiesto un rito magico costituito principalmente dall'uccisione di un dio, il cui sangue e la cui carne sono stati mescolati all'argilla utilizzata per formare l'uomo;
- La scomparsa degli uomini determina l'affamamento degli dèi, che si nutrivano dei loro sacrifici;
- La soluzione concordata fra gli dèi mesopotamici per evitare la necessità di ulteriori diluvi è il controllo delle nascite umane tramite la mortalità infantile e la sterilità di molte donne causata alla nascita o tramite l'asservimento di molte di loro al culto templare e la conseguente interdizione di rapporti sessuali.

Nella Bibbia, invece, gli uomini sono creati per la loro felicità, e la loro creazione è cosa "molto buona", Gli uomini sono invitati a moltiplicarsi, il diluvio è causato dai delitti commessi da quasi tutti gli uomini, Noè viene salvato perché moralmente retto, il dio biblico non si nutre dei sacrifici, ma ne apprezza la buona intenzione.
È comunque evidente l'assonanza e quindi la derivazione di questo racconto biblico, e quindi della figura patriarca Noè ivi contenuta, con gli analoghi e precedenti poemi mesopotamici inerenti al Diluvio Universale, come attualmente riconosciuto anche dagli studiosi cristiani. Ad esempio gli esegeti del cattolico Nuovo Grande Commentario Biblico osservano che «la somiglianza dell'intreccio di Atrahasis con Gen 2-9 è chiara; ugualmente chiara è la sfumatura biblica dei dettagli. Gli scrittori biblici hanno prodotto una versione di un comune racconto mesopotamico sulle origini del mondo popolato, esplorando le più importanti questioni su Dio e sull'umanità attraverso la narrazione»; concordemente la Bibbia Edizioni Paoline ritiene, in merito al testo biblico sul diluvio, che «alle spalle di questa narrazione ci sono elementi arcaici che rielaborano miticamente una catastrofe mesopotamica divenuta oggetto anche di poemi mitologici orientali come la famosa Epopea di Gilgameš o il poema di Atrahasis. Forse questo tragico ricordo si riferiva a una calamità antica e terribile, rimasta per frammenti nella memoria collettiva: qualcosa di collegato al Tigri e all'Eufrate, i due grandi fiumi della regione, fonti di benessere e di tragedia», mentre gli esegeti della École biblique et archéologique française (i curatori della cattolica Bibbia di Gerusalemme), in merito alle motivazioni teologiche, precisano che «il tema di un diluvio è presente in tutte le culture, ma i racconti dell'antica Mesopotamia hanno un interesse particolare a causa delle somiglianze con il racconto biblico [come] la tavoletta XI dell'Epopea di Gilgameš. L'autore sacro ha caricato queste tradizioni di un insegnamento eterno sulla giustizia e sulla misericordia di Dio, sulla malizia dell'uomo e sulla salvezza accordata al giusto». Lo storico e archeologo Mario Liverani osserva, inoltre, come si tratti «di un caso evidente di derivazione letteraria. Troppe e troppo precise sono le concordanze del racconto biblico con le versioni babilonesi del mito, conservate nel poema di Atram-khasis [Atrahasis] e in quello di Gilgameš. Lo stesso arenarsi dell'arca “sulle montagne di Urartu” (Gen 8:4) palesa non solo l'origine babilonese del racconto biblico, ma anche la sua trasmissione in età neo-babilonese», mentre lo storico Bart Ehrman sottolinea che «l’Epopea di Gilgameš è considerato uno dei più importanti poemi epici dell’antichità e viene indicato con il nome del suo protagonista Gilgameš, re di Uruk nella Mesopotamia meridionale. [...] Ciascun elemento di questo racconto ha un parallelo nella storia del diluvio universale e tali paralleli non possono essere casuali. Né questo mito può dipendere dalla Genesi: infatti il testo risale al 2000 a.e.v., molto prima della composizione delle fonti J e P, che stanno alla base della storia di Noè».

### Riferimenti
1. ↑  v  Gen 5, su laparola.net.
2. ↑  v  Gen 11, 10-26, su laparola.net.
3. ↑   Ge 5,29, su La Parola - La Sacra Bibbia in italiano in Internet.
4. ↑  Dwight Young, Noah in Encyclopaedia Judaica  vol.15. NY, Gale, 2007, p.287.
5. ↑   Ge 5,28, su La Parola - La Sacra Bibbia in italiano in Internet.
6. ↑   Ge 5, su La Parola - La Sacra Bibbia in italiano in Internet.
7. ↑   Ge 6,13, su La Parola - La Sacra Bibbia in italiano in Internet.
8. ↑   Ge 6,14, su La Parola - La Sacra Bibbia in italiano in Internet.
9. ↑  Libro di Enoch, X, 1-2
10. ↑   Ge 7,6, su La Parola - La Sacra Bibbia in italiano in Internet.
11. ↑   Ge 9,6, su La Parola - La Sacra Bibbia in italiano in Internet.
12. ↑   Is 54,9, su La Parola - La Sacra Bibbia in italiano in Internet.
13. ↑   Mt 24,37-38, su La Parola - La Sacra Bibbia in italiano in Internet.
14. ↑   1Pt 3,20, su La Parola - La Sacra Bibbia in italiano in Internet.
15. ↑  Cfr. per es. N. Rakover, Law and the Noahides (1998) (EN) ; M. Dallen, The Rainbow Covenant (2003) (EN)
16. ↑  The Divine Code, R. Moshe Weiner, curatore Dr. Michael Schulman Ph.D., Vol, I., p. 21, 2008, publ. Ask Noah International. (EN)
17. ↑  Int. al., Rabbi Zalman Nechemia Goldberg, Rabbi Gedalia Dov Schwartz e Rabbi Jacob Immanuel Schochet
18. ↑  Raymond E. Brown, Joseph A. Fitzmyer, Roland E. Murphy, Nuovo Grande Commentario Biblico, Queriniana, 2002, pp. 9-12, ISBN 88-399-0054-3.
19. ↑  Brown, 2004, pp. 9-10, 18.
20. ↑  La Bibbia, Edizioni Paoline, 1991, p. 17, ISBN 88-215-1068-9.
21. ↑  Bibbia di Gerusalemme, EDB, 2011, p. 35, ISBN 978-88-10-82031-5.
22. ↑  Mario Liverani, Oltre la Bibbia. Storia antica di Israele, Laterza, 2003, pp. 257-259, ISBN 978-88-420-9841-6.
23. ↑  Ehrman, pp. 92-95.